# تک‌نم پی۲۰۱۰
تک‌نم پی۲۰۱۰ (به انگلیسی: Tecnam_P2010) یک هواگرد ملخ‌پیشین تک‌موتوره از نوع هواگرد سبک ساخت شرکت CostruzioniAeronautische Tecnam srl است. هواگرد تک‌نم پی۲۰۱۰ نخستین پروازش را در ۱۲ آوریل ۲۰۱۲ میلادی انجام داد. در مجموع، تعداد ۲۵ (ژوئیه ۲۰۱۴) فروند از این هواگرد ساخته شده‌است.